# Cristina Garavaglia
Cristina Garavaglia (Milano, 7 febbraio 1966) è un'attrice e modella italiana.

## Biografia
Nata a Milano e cresciuta a Sedriano, inizia la carriera come modella a metà degli anni ottanta. Nel 1987 esordisce in televisione come ragazza fast food nel programma Drive In, poi è protagonista nella copertine di riviste erotiche come Playboy, Playmen ed Excelsior.
Debutta nel cinema nel 1989 nel film L'amante scomoda di Luigi Russo e nel 1994 Tinto Brass le affida il ruolo di Fausta nel film L'uomo che guarda.
Sempre nello stesso anno è nel cast di Miracolo Italiano con Giorgio Faletti, e l'anno successivo in quello di Viaggi di nozze di Carlo Verdone. Nel 1996 torna in televisione nel cast di Retromarsh!!! su Telemontecarlo, poi partecipa l'anno dopo al film Facciamo fiesta e infine si ritira dalle scene, anche se nel 1999 partecipa come ospite di Meteore su Italia 1, assieme ad altre ragazze fast food di Drive In.

## Filmografia

### Cinema
- L'amante scomoda, regia di Luigi Russo (1989)
- Crack, regia di Giulio Base (1991)
- Cattive ragazze, regia di Marina Ripa di Meana (1992)
- Kreola, regia di Antonio Bonifacio (1993)
- Bonus Malus, regia di Vito Zagarrio (1993)
- L'uomo che guarda, regia di Tinto Brass (1994)
- Miracolo Italiano, regia di Enrico Oldoini (1994)
- Viaggi di nozze, regia di Carlo Verdone (1995) "non accreditato"
- Giovani e belli, regia di Dino Risi (1996)
- Facciamo fiesta, regia di Angelo Longoni (1997)

### Televisione
- I ragazzi del muretto – serie TV, 1 episodio (1991)
- Un inviato molto speciale – serie TV, 1 episodio (1992)

## Programmi televisivi
- Drive In (1987-1988)
- Benny Hill Show (1991-1992)
- Retromarsh!!! (1996)